# Nieuw Vennep (stacja kolejowa)
Nieuw Vennep – stacja kolejowa w Nieuw-Vennep, w prowincji Holandia Północna, w Holandii. Stacja została otwarta w 1912.
| Nieuw Vennep             |  |                            |
| Linia                    |  |                            |
| Hoofddorpodległość: 5 km |  | Sassenheim odległość: 3 km |